# Ishikawa Goemon

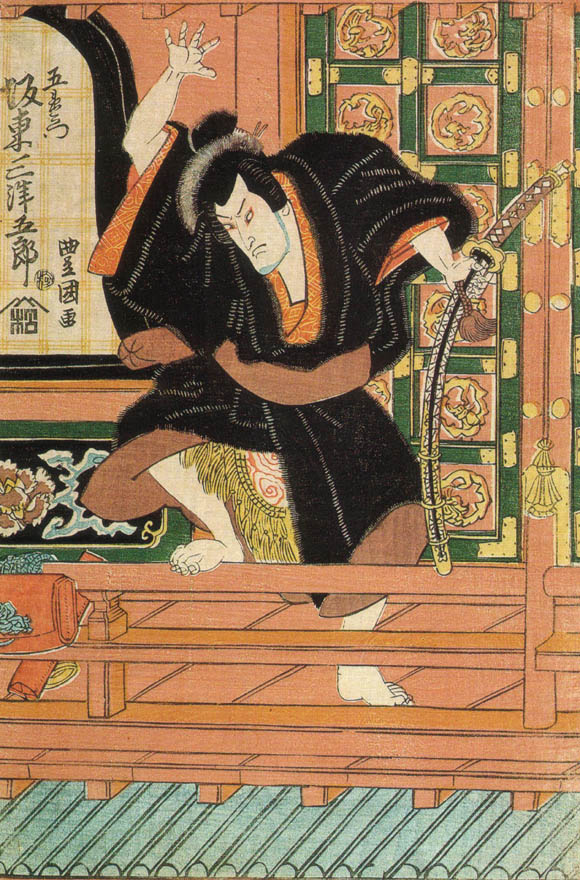
Bandō Mitsugorō III. in der Rolle des Ishikawa Goemon in dem Kabuki-Stück Sanmon Gosan no Kiri, Farbholzschnitt von Toyokuni I., 1820

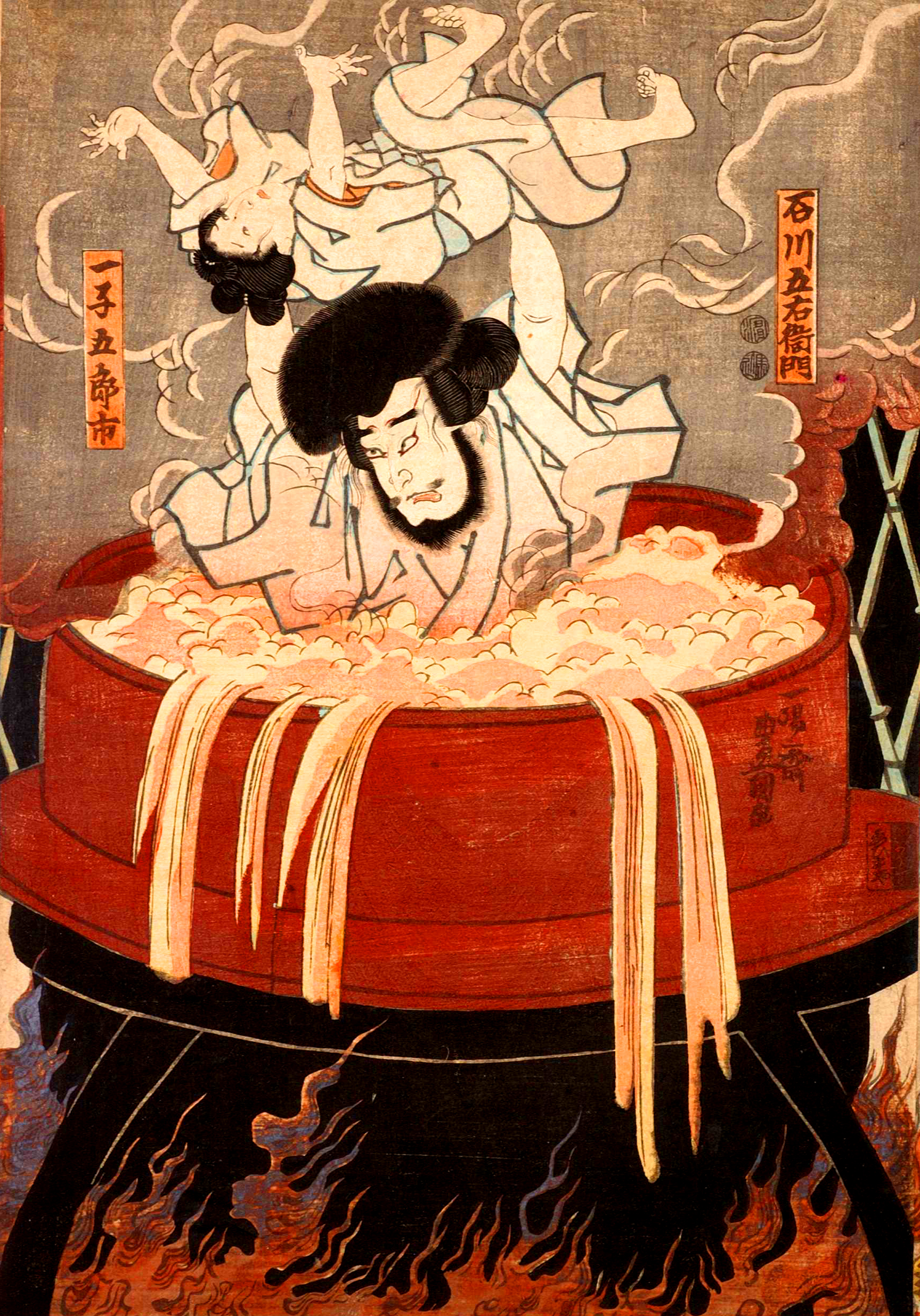
Ishikawa Goemon versucht seinen Sohn aus dem kochenden Öl zu retten, Utagawa Kunisada, Mitte des 19. Jhd.

Ishikawa Goemon (jap. 石川 五右衛門; * 16. Jahrhundert; † 10. August 1594) war der Anführer einer Räuberbande, der 1594 in Kyōto, Japan, hingerichtet wurde.
Der historische Goemon wird in zwei Quellen erwähnt, die bereits einige Zeit nach seinem Tod entstanden waren. Zum einen in einer 1642 entstanden Biographie Toyotomi Hideyoshis, „Toyotomi Hideyoshi fu“ (豊臣秀吉譜, dt. „Abfolge (der Ereignisse im Leben des) Toyotomi Hideyoshi“). Darin wird berichtet, dass Ishikawa Goemon zusammen mit seiner Mutter und 27 anderen gefangen genommen und am 24. Tag des 8. Monats des Jahres Bunroku 3 (nach westlichem Kalender 10. August 1594) in der Sanjo-Straße am Fluss Kano hingerichtet wurde. Die zweite Quelle ist ein Kommentar des Jesuitenpaters Pedro de Morejon zu einem Eintrag des 1615 entstandenen Berichts „Relación del Reino de Nippon por Bernardino de Avila Giron“ (dt. „Verhältnisse des Königreichs Japan von Bernardino de Aviala Giron“), wonach der Anführer der Bande, Ixicava Goyemon, in Öl gekocht wurde und seine Familienangehörigen und andere Bandenmitglieder gekreuzigt wurden.
Alle anderen Daten und scheinbaren Fakten, die nach und nach über Goemons Leben bekannt wurden, sind reine Fiktion. In der Legende wurde aus ihm im Laufe der Jahrhunderte ein Banditen-Held der Azuchi-Momoyama-Zeit, welcher – vergleichbar mit Robin Hood – Gold und andere Wertgegenstände den Reichen entwendet und den Armen übergeben hat. Als Folklore-Held sei er nach einem gescheiterten Attentat auf Toyotomi Hideyoshi zum Tode verurteilt und vor dem Nanzen-Tempel in Kyōto lebendig in Öl gekocht worden, wobei er noch versucht habe, seinen ebenfalls mit ihm verurteilten Sohn vor dem kochenden Öl zu retten. Im 19. Jh. wurde er gar zum Ninja-Kämpfer und zu Beginn des 20. Jh. überhaupt einer der ersten, die in Japan die Ninja-Tradition begründet hätten.
Die Legende um Ishikawa Goemon bildet die Grundlage für zahlreiche Stücke des Bunraku- und Kabuki-Theaters, so z. B. des Dramas „Sanmon Gosan no Kiri“, sowie die Videospiel-Reihe Ganbare Goemon. Einer der Hauptcharaktere der Anime- und Manga-Serie Lupin III trägt ebenfalls den Namen Goemon Ishikawa XIII. und ist Bandit und Schwertkämpfer. Zudem produzierte der Regisseur Kazuaki Kiriya 2009 mit The Legend Of Goemon eine aufwändige Spielfilmversion, deren stark fiktionale Handlung das Leben Goemons von 1582 bis zu seinem Tod nachzeichnet. In dem Manga One Piece ist zudem der Charakter Kozuki Oden an Goemon Ishikawa angelehnt. Auch er soll zusammen mit seiner Bande in kochendem Öl hingerichtet werden. Dabei gelingt es ihm, seine Männer zu retten, indem er sie eine Stunde lang auf einem Brett aus dem Öl hält und damit eine Wette mit dem Shogun gewinnt.